# Dendronephthya waitei
Dendronephthya waitei is een zachte koraalsoort uit de familie Nephtheidae. De koraalsoort komt uit het geslacht Dendronephthya. Dendronephthya waitei werd in 1911 voor het eerst wetenschappelijk beschreven door Thomson & Mackinnon. 